# Cyberdreams
Cyberdreams Interactive Entertainment foi uma publicadora de jogos eletrônicos fundada em 1990 e sediada em Calabasas, Califórnia. A empresa era especializada em jogos de aventura, desenvolvidos em colaboração com nomes famosos dos gêneros de fantasia, terror e ficção científica.

## História
Patrick Ketchum, que havia fundado a Datasoft 10 anos antes, fundou a empresa em 1990. Em 1995, ocorreu uma "reformulação interna" na qual os investidores removeram a administração e instalaram uma "equipe de gerenciamento de recuperação" de modo a concretizar a transição para terceirizar as publicações. Ketchum saiu e começou uma carreira como fotógrafo. A empresa foi extinta no início de 1997.
Os títulos de maior sucesso da Cyberdreams foram Dark Seed, incorporando a arte de H. R. Giger, e I Have No Mouth, and I Must Scream, baseado no conto homônimo de Harlan Ellison. Outros títulos publicados incluem CyberRace, um jogo de corrida futurista usando os designs de Syd Mead; Noir: A Shadowy Thriller, um filme interativo em estilo noir e a sequência Dark Seed II.

## Títulos publicados
- Dark Seed (1992)
- CyberRace (1993)
- Red Hell (1993)
- Dark Seed II (1995)
- I Have No Mouth, and I Must Scream (1995)
- Noir: A Shadowy Thriller (1996)

Títulos anunciados pela Cyberdreams, mas que nunca foram concluídos, incluem Hunters of Ralk, um RPG projetado pelo criador de Dungeons & Dragons, Gary Gygax, e Wes Craven's Principles of Fear, baseado em um conceito do diretor de cinema Wes Craven. Outros jogos que foram anunciados, mas nunca lançados incluem Evolver, uma adaptação do filme Species; Reverence, e The Incredible Shrinking Character. Apenas dois jogos sobreviveram com a ajuda de outras editoras: Ares Rising e Blue Heat. Reverence também foi vazado como um protótipo jogável.